# Anatolij Tiszczenko (ur. 1970)
Anatolij Anatoljewicz Tiszczenko (ros. Анатолий Анатольевич Тищенко, ur. 18 lipca 1970 w Taganrogu) – rosyjski kajakarz i trener kajakarski, medalista olimpijski i siedmiokrotny mistrz świata. W imprezach międzynarodowych początkowo startował jako reprezentant Związku Radzieckiego.

## Kariera sportowa
Do 1991 startował w barwach ZSRR. Zdobył srebrny medal w wyścigu kajaków dwójek (K-2) na dystansie 500 metrów na mistrzostwach świata w 1989 w Płowdiwie (jego partnerem był Siarhiej Kalesnik), a w wyścigu czwórek (K-4) na 1000 metrów zajął 5. miejsce. Na kolejnych mistrzostwach świata w 1990 w Poznaniu zwyciężył wraz z Kalesnikiem w konkurencji dwójek na 500 metrów oraz zdobył srebrny medal w wyścigu czwórek na 1000 metrów (oprócz niego w osadzie radzieckiej płynęli Ołeksandr Motuzenko, Kalesnik i Serhij Kirsanow). Wystąpił z Kalesnikiem w reprezentacji Wspólnoty Niepodległych Państw na igrzyskach olimpijskich w 1992 w Barcelonie, gdzie zajęli 9. miejsce w wyścigu na 500 metrów.
Od 1993 startował w reprezentacji Rosji. Zdobył złoty medal w konkurencji czwórek na 500 metrów i brązowy medal również w wyścigu czwórek na 1000 metrów na mistrzostwach świata w 1993 w Kopenhadze (razem z nim na obu dystansach płynęli Wiktor Denisow, Aleksandr Iwanik i Oleg Gorobij). Na kolejnych mistrzostwach świata w 1994 w Meksyku wywalczył trzy złote medale w czwórkach (wraz z Denisowem, Gorobijem i Siergiejem Wierlinem): na 200 metrów, 500 metrów i 1000 metrów. Startując w tym składzie osada rosyjska zdobyła złoty medal na 500 metrów, srebrny medal na 200 metrów i zajęła 7. miejsce an 1000 metrów na mistrzostwach świata w 1995 w Duisburgu.
Tiszczenko zdobył brązowy medal w wyścigu czwórek na 1000 metrów (z Gorobijem, Wierlinem i Gieorgijem Cybulnikowem) oraz zajął 4. miejsce w konkurencji dwójek na 500  metrów (w parze z Gorobijem) na igrzyskach olimpijskich w 1996 w Atlancie. Na mistrzostwach Europy w 1997 w Płowdiwie wywalczył srebrny medal w czwórce na 200  metrów i brązowy medal w czwórce na 500 metrów (oba razy z Gorobijem, Wierlinem i Iwanikiem), a na mistrzostwach świata w 1997 w Dartmouth zwyciężył w tym składzie w wyścigu K-4 na 200 metrów i zajął 9. miejsce na 1000 metrów.
Zdobył srebrny medal w wyścigu dwójek na 200 metrów (w parze z Wierlinem) i brązowy w wyścigu czwórek na 1000 metrów (w osadzie z Wierlinem, Cybulnikowem i Iwanikiem), a także zajął 4. miejsce w konkurencji czwórek na 500 metrów i 5. miejsce w wyścigu dwójek na 200 metrów na mistrzostwach świata w 1998 w Segedynie. Na mistrzostwach Europy w 1999 w Zagrzebiu zdobył wraz z Wierlinem brązowy medal w konkurencji K-2 na 200 metrów, a także zajął 4. miejsce w wyścigu K-2 na 500 metrów i dwa 5. miejsca: w konkurencji jedynek (K-1) na 200 metrów i czwórek na 1000 metrów, zaś na mistrzostwach świata w 1999 w Mediolanie zdobył brązowy medal w konkurencji K-4 na 200 metrów (z Gorobijem, Andriejem Szczegolichinem i Witalijem Gańkinem), w wyścigach jedynek zajął 4. miejsce na 500 metrów i 5. miejsce na 200 metrów, a także 7. miejsce w wyścigu dwójek na 500 metrów. Zdobył brązowy medal w konkurencji K-4 na 500 metrów (z Jewgienijem Sałachowem, Gorobijem i Szczegolichinem) na mistrzostwach Europy w 2000 w Poznaniu.
Odpadł w półfinale konkurencji jedynek na 500 metrów i zajął 7. miejsce w finale wyścigu czwórek na 1000 metrów na igrzyskach olimpijskich w 2000 w Sydney. Zajął 7. miejsce w wyścigu K-2 na 200 metrów na mistrzostwach Europy w 2002 w Segedynie oraz dwa czwarte miejsca w wyścigach dwójek na 200 metrów i na 500 metrów na mistrzostwach świata w 2002 w Sewilli. Na mistrzostwach świata w 2003 w Gainesville zdobył brązowy medal w wyścigu czwórek na 500 metrów (razem z nim płynęli Iwanik, Gorobij i Władimir Gruszichin), a na  mistrzostwach Europy w 2004 w Poznaniu startując w parze z Gruszichinem zdobył brązowy medal na dystansie 500 metrów i zajął 7. miejsce na 1000 metrów. Na swych czwartych  igrzyskach olimpijskich w 2004 w Atenach również startował w konkurencji dwójek wraz z Gruszichinem. Osada rosyjska zajęła 9. miejsce na 500 metrów i odpadła w półfinale na 1000 metrów.
Był mistrzem ZSRR w konkurencji K-2 na 500 metrów w latach 1989–1991 i na 1000 metrów w 1991 oraz w K-4 na 1000 metrów w 1989 i 1990. Po rozpadzie Związku Radzieckiego był mistrzem Rosji w wyścigach jedynek na 200 metrów w latach 1997–1999 oraz na 500 metrów w 1994, 1999, 2000, 2002 i 2004, w wyścigach dwójek na 200 metrów w 1994, 1997 i 1998, na 500 metrów w latach 1993–1998, 2002 i 2004, na 1000 metrów w 1993, 1994, 2002 i 2004 oraz na 10 000 metrów w 1993, a także w wyścigach czwórek na 200 metrów w 1995, 1997 i 1998, na 500 metrów w latach 1993–1998 i 2003 oraz na 1000 metrów w latach 1994–1999 i 2003.

## Praca trenerska
Po zakończeniu wyczynowego uprawiania sportu został trenerem kajakarstwa. Od 2011 jest starszym trenerem kajakarskiej reprezentacji Rosji juniorów.

## Odznaczenia
W 1990 otrzymał tytuł Zasłużonego Mistrza Sportu ZSRR Zostały odznaczony Medalem Orderu „Za zasługi dla Ojczyzny”.

## Rodzina
Jego ojciec Anatolij Tiszczenko (ur. w 1943) był również kajakarzem, dwukrotnym mistrzem świata, a siostra Olga Tiszczenko (ur. 1973) trzykrotną olimpijką, medalistką mistrzostw świata i Europy.